# Noel Gallagher
Noel Thomas David Gallagher (sinh ngày 29 tháng 5 năm 1967) là một ca sĩ, nhà viết nhạc và guitarist người Anh. Anh từng đảm nhiệm vai trò guitarist chính, đồng hát chính và nhà viết nhạc chính của ban nhạc rock Oasis. Lớn lên tại Burnage, Manchester, Gallagher bắt đầu học guitar năm 13 tuổi. Sau hàng loạt công việc vặt về xây dựng, anh phục vụ cho ban nhạc địa phương ở Manchester Inspiral Carpets trong vai trò quản lý thiết bị, nhạc cụ và kĩ thuật viên vào năm 1988. Trong thời gian lưu diễn với nhóm, anh biết tin Liam Gallagher đã thành lập ban nhạc riêng với cái tên The Rain, mà chính là tiền thân của Oasis sau này. Sau khi Gallagher trở lại nước Anh, anh được người em trai Liam mời gia nhập Oasis trong vai trò nhà viết nhạc và guitarist.